# Bahechuan
Bahechuan (kinesiska: 八河川镇) är en köping i Kina. Den ligger i provinsen Liaoning, i den nordöstra delen av landet, omkring 150 kilometer sydost om provinshuvudstaden Shenyang. Antalet invånare är 9 841. Befolkningen består av 4 230 kvinnor och 5 611 män. Barn under 15 år utgör 13,0 %, vuxna 15-64 år 78 %, och äldre över 65 år 8,0 %.
Runt Bahechuan är det ganska tätbefolkat, med 52 invånare per kvadratkilometer. Det finns inga andra samhällen i närheten. I omgivningarna runt Bahechuan växer i huvudsak blandskog.
Genomsnittlig årsnederbörd är 1 470 millimeter. Den regnigaste månaden är juli, med i genomsnitt 478 mm nederbörd, och den torraste är januari, med 12 mm nederbörd.